# 1968 год в авиации
Список событий в авиации в 1968 году.

## События
- 21 марта — первый полёт Ил-20, самолёта радиоэлектронной разведки и РЭБ на базе Ил-18.[1]
- 30 июня — первый полёт американского стратегического военно-транспортного самолёта C-5 «Гэлэкси».
- 8 июля — первый полёт ближнемагистрального пассажирского самолёта Бе-30.
- 10 июля — первый полёт В-12 самого тяжёлого и грузоподъёмного вертолёта, когда-либо построенного в мире.
- 3 сентября — первый полёт пассажирского самолёта Ту-154.
- 8 сентября — первый полёт прототипа истребителя-бомбардировщика SEPECAT Jaguar.
- 30 сентября — началась эксплуатация Як-40, когда борт СССР-87675 совершил первый регулярный рейс по маршруту Москва — Кострома.
- 31 декабря — первый полёт сверхзвукового пассажирского самолёта Ту-144.

## Персоны

### Скончались
- 27 марта — в авиационной катастрофе погибли первый космонавт Земли Юрий Алексеевич Гагарин и военный лётчик, инженер-полковник Владимир Сергеевич Серёгин.
- 1 июля — Александр Георгиевич Ивченко — создатель авиационных турбовинтовых двигателей большого ресурса, основатель Запорожского машиностроительного конструкторского бюро «Прогресс», доктор технических наук, лауреат Ленинской и Государственной премий, Герой Социалистического Труда, академик АН УССР, Генеральный конструктор ОКБ.